# Gabriela Adameșteanu
Gabriela Adameșteanu, née le 2 avril 1942 à Târgu Ocna, dans le județ de Bacău, en Moldavie, est une écrivain et journaliste roumaine.

## Biographie

### Enfance et formation
Son père Mircea Adameșteanu était prêtre orthodoxe, ses deux parents étant issus d’un milieu d’intellectuels passionnés d’histoire et de généalogie.
Elle fait des études supérieures à la faculté de langue et littérature roumaine de l’université de Bucarest.

### Carrière
Elle commence à écrire tardivement à cause de son dégoût pour l’obligation d’obéir aux règles du « réalisme-socialiste ». Elle est l'autrice de trois romans et de deux recueils de nouvelles, et obtient quelques prix dans son pays où elle est souvent rééditée.
Entre 1991 et 2005, elle est commentatrice politique et rédactrice en chef de Revue 22, l’hebdomadaire du « Groupe pour le dialogue social » (formé par des dissidents lors de la chute de la dictature communiste).
Parlant couramment le français, elle est aussi la traductrice d’Hector Bianciotti et de Guy de Maupassant en roumain.

## Œuvre

### Romans
- Drumul egal al fiecărei zile (1975) Publié en français sous le titre Vienne le jour, roman traduit par Marily Le Nir, Paris, Gallimard, coll. « Du monde entier », 2009  (ISBN 978-2-07-078595-7)
- Dimineața pierdută (1983) - Premier roman traduit en français, il reçoit le Prix de l’Union des écrivains de Roumanie en 1985.Publié en français sous le titre Une matinée perdue[1], traduit par Alain Paruit, Paris, Gallimard, coll. « Du monde entier », 2005, 515 pages,  (ISBN 978-2-07-077211-7) ; réédition, Paris, Gallimard, coll. « Folio » no 5533, 2013  (ISBN 978-2-07-045012-1)
- Întâlnirea [littéralement : La Rencontre] (Polirom, 2003), avec une préface de Carmen Mușat
- Provizorat (2010) Publié en français sous le titre Situation provisoire, traduit par Nicolas Cavaillès, Paris, Gallimard, coll. « Du monde entier », 2013   (ISBN 978-2-07-013604-9)

### Recueils de nouvelles
- Dăruiește-ți o zi de vacanță [littéralement : Accorde-toi un jour de vacances] (Cartea Românească, 1979) ;  réédition, aux éditions Paralela 45 en 2002
- Vară-primavară [littéralement : Été-Printemps] (Cartea Românească, 1989)

### Nouvelle
- Rue Coriolan, traduit du roumain par Alain Paruit, dans la revue de la Maison des Écrivains étrangers et des traducteurs no 6, New Delhi / Bucarest, 2002

### Essais
- Obsesia politicii [littéralement : L’obsession de la politique] (1995), interview
- Cele două Românii [littéralement : Les deux Roumanies] (2000), essais

### Autre publication
- Le Retour du fugitif[2], extrait traduit du roumain par Alain Paruit, dossier Les Belles Étrangères, éditions L’Inventaire, p. 13 (2005)

## Distinctions et récompenses
- 1985 : Prix de l'Union des écrivains de Roumanie

## Sur quelques livres

### Vienne le jour
Le roman raconte, à la première personne, quelques années de la vie de Letitia Branea, née en 1939 ou 1940, entre environ 17 et 22 ans.
Dans la première partie, dans un village ou un bourg de province, elle prépare l'examen d'entrée à l'Université (à Bucarest). Elle vit, mal, dans une pièce (partagée), avec sa mère Margareta Branea, employée aux assurances du syndicat, et son oncle Ion Silisteanu, professeur à qui on concède quelques heures dans un collège. Le père, Victor Branea, a été arrêté et emprisonnée, puis a disparu. Les voisins, et nouveaux propriétaires, Georgel (ingénieur en chef, arriviste) et Cornelia (jeune femme dépassée), les traitent de bandes de fachos, d’ennemis du peuple, de légionnaires. Letitia traîn[e] la casserole de [s]on père (p. 124). Ion, blessé de guerre, veuf de Stefania, exclu du Parti, sans doute par refus de compromission, continue de travailler surtout la nuit à ses études impubliables. Bitza Branea, le jeune frère de Margareta et Ion, de Bucarest, enfant gâté, soigné, cultivé, leur rend parfois visite, avec journaux, café et confiture de fraises. La vie est monotone : queues (pétrole lampant, pain), marché paysan, libre-service, casernes, faits-divers, campagne, ruisseau, espoir de partir en camion à la mer pour une journée. Sur fond d'ennui, de cafard, quelques personnes empathiques : Emil (de la troupe de l'oncle Ion), Jeni (l'amie de trois ans), Mihai (l'ami potentiel), les premiers émois... N'aie jamais d'enfants, Letitia (p. 85).
Dans la seconde et la troisième parties, la survie se concentre sur la chambre partagée (à quatre ou cinq) en résidence universitaire, la bibliothèque universitaire, les difficultés courantes... Les autres étudiantes de proximité s'appellent Clara, Marta, Marilena, Nana, Sanda, Stelutza, Nenu, Lili, Predescu, Sabina... En attente d'examen, de diplôme, d'affectation, de mariage. Pour Letittia, il y a Mihai, Barbou, Petre Arcan devenu Petru Arcan (ancien élève de l'oncle Ion). Au village, la famille obtient enfin un petit appartement, Ion meurt presque aussitôt (il se savait le meilleur professeur du lycée et le plus frustré de ses droits (p. 119), Victor revient réhabilité, Margareta entretient le lumignon sur la tombe de son frère, Letitia est convoquée aux Cadres pour faire son rapport... Letitia est toujours aussi peu confiante en elle-même. Et pourtant, elle parvient à faire publier dans la revue de l'Institut certaines études de l'oncle Ion.